# Ramija
Ramija (eng. ramie, iz malajskog rami) je vlakno koje se dobiva iz azijske biljke ramije (Boehmeria nivea) iz porodice kopriva (Urticaceae).
Biljka se najviše uzgaja u Kini, a u manjoj količini u drugim azijskim zemljama. Sirovo vlakno, koje se dobiva mehaničkim skidanjem sa stabljike, dolazi na tržište pod imenom »kineska trava«. Za predenje se vlakanca ramije moraju izdvojiti maceracijom s pomoću lužine, nakon čega se izbjeljuju. Ramijino je vlakno najčvršće biljno vlakno, a sastoji se od čiste celuloze. Od pamučnoga je čvršće oko osam puta, od lanenoga četiri puta, a od konopljina gotovo tri puta. Kotonizirano vlakno ramije sastoji se od pojedinih vlakanaca ili manjih snopića, potpuno je bijelo i ima jak svileni sjaj. Slabije su vrste žućkaste i manje sjajne. Od sirove ramije izrađuju se čvrsti konopi, užad i ribarske mreže. Od kotonizirane ramije izrađuje se kvalitetno glatko i desenirano platno, sjajni konac i fine čipke.

## Vanjske poveznice

### Sestrinski projekti
|  | Zajednički poslužitelj ima još gradiva o temi ramija |

### Mrežna mjesta
- LZMK / Proleksis enciklopedija: ramija